# Psebena
Psebena é um gênero de cerambicídeo, com distribuição em Bornéu e Malásia.

## Taxonomia
Este gênero foi criado para alocar P. brevipennis, uma nova espécie descrita por Gahan em 1902, tendo como base uma fêmea encontrada em Kuching (Sarawak, Malásia). Em 2006, Vives descreve P. pascoei uma nova espécie encontrada no Monte Trusmadi (Sabá, Malásia). Em 2014, o gênero recebe mais uma espécie — P. flavipennis — descrita por Niisato e Vives.

## Espécies
- Psebena brevipennis
- Psebena flavipennis
- Psebena pascoei